# Nicklas Mattsson
Lars Nicklas Mattsson, född 5 november 1966 i Helsingborg, är en svensk journalist och författare till böckerna Internetrevolutionen: 1000 dagar som förändrade Sverige och Hitta dig själv i ditt hem med Roomservice samt medförfattare till Allt du någonsin velat Fråga Olle.
Mattsson var under 1990-talet journalist på IT-tidningsförlaget IDG, bland annat som chefredaktör för tidningarna MacWorld och Internetworld. Åren 1999–2002 medverkade han som IT- och teknikexpert varje vecka i TV-programmet SVT Morgon, och 2000–2004 arbetade han på TV-produktionsbolaget Jarowskij, där han också var delägare.
Från januari 2005 var Mattsson chefredaktör för tidningen Entreprenör som ges ut av Svenskt Näringsliv.. År 2017 värvades Nicklas istället av SEB för att bli nyhetschef på bankens nya nyhetsredaktion.